# Szerelem és egyéb katasztrófák
A Szerelem és egyéb katasztrófák (Love and Other Disasters) egy francia–brit koprodukcióban készült romantikus vígjáték Brittany Murphy főszereplésével. 
Bemutatójára a 2006-os torontói filmfesztiválon került sor szeptember 9-én, elsőként a francia közönség láthatta a mozikban 2007. április 25-étől. Magyarországon 2008. január 17-én mutatta be a Fórum Hungary.

## Cselekmény
Jacks, aki gyermekkorát az Egyesült Államokban töltötte, ma Londonban él és gyakornokként  a Vogue brit divatmagazinnál dolgozik. Jacks ideális kapcsolat-közvetítő a barátai számára, de a saját szerelmi élete teljes katasztrófa, mivel sosincs szerencséje a szerelemben. Mivel fél az elkötelezett kapcsolattól, Jacks inkább a barátaival tölti a szabadidejét, és lefekszik volt barátjával, Jamesszel, akit nem szeret. Jacks Londonban egy lakásban lakik barátjával, Peterrel, meleg lakótársával (aki forgatókönyvíró) és Tallulah-val, furcsa, neurotikus barátnőjével, aki szívesen szexel férfiakkal és zavaros verseket ír. 
Jacks Audrey Hepburnt imitálja az Álom luxuskivitelben (=Reggeli Tiffanynál) című filmben (Jackson állandóan felidézi a filmet, és a filmben többször is Henry Mancini zenéje szólal meg).
Jacks a lap új fotóasszisztensét, a jóképű argentin Paolót melegnek véli, így bemutatja homoszexuális szobatársának, Peternek. Peter, akinek még soha nem volt kapcsolata, sok időt tölt álmodozással, ezért nem tud beleszeretni valódi emberbe. Paolo érdeklődését azonban a lány kelti fel, a forgatókönyvírói babérokra törő Peter pedig nagyszerű történetet lát a kialakult helyzetben…
Végül Peter első látásra beleszeret egy műkereskedőbe, akit titokban lát - és akinek a nyomában rátalál a boldogság New Yorkban.

## Szereplők
- Emily „Jacks” Jackson – Brittany Murphy
- Peter Simon – Matthew Rhys
- Paolo Sarmiento – Santiago Cabrera
- Pandora – Samantha Bloom
- Talullah Wentworth – Catherine Tate
- Marvin Berstein – Michael Lerner
- Terapeuta – Dawn French
- Hollywoodi Jacks – Gwyneth Paltrow
- Hollywoodi Paolo – Orlando Bloom
- Anyakönyvvezető – Richard Wilson

## Fordítás
- Ez a szócikk részben vagy egészben  a   Love (et ses petits désastres) című francia Wikipédia-szócikk fordításán alapul.  Az eredeti cikk szerkesztőit annak laptörténete sorolja fel. Ez a jelzés csupán a megfogalmazás eredetét és a szerzői jogokat jelzi, nem szolgál a cikkben szereplő információk forrásmegjelöléseként.
- Ez a szócikk részben vagy egészben  a   Love and Other Disasters című spanyol Wikipédia-szócikk fordításán alapul.  Az eredeti cikk szerkesztőit annak laptörténete sorolja fel. Ez a jelzés csupán a megfogalmazás eredetét és a szerzői jogokat jelzi, nem szolgál a cikkben szereplő információk forrásmegjelöléseként.